# Летние Сурдлимпийские игры 1993
XVII Всемирные игры глухих прошли в городе Софии, столице Болгарии. Игры проводились с 24 июля по 2 августа 1993 года, участие в них приняли 1679 спортсменов из 52 стран.

## Виды спорта
Программа XVII Всемирных игр глухих включала 14 спортивных дисциплин (9 из которых индивидуальные, 5 — командные).

### Индивидуальные
- Лёгкая атлетика
- Марафон
- Бадминтон
- Велоспорт
- Плавание
- Вольная борьба
- Настольный теннис
- Теннис
- Пулевая стрельба

### Командные
- Баскетбол
- Футбол
- Гандбол
- Волейбол
- Водное поло

## Страны-участницы
В XVII Всемирных играх глухих приняли участие спортсмены из 52 государств:
- Австралия
- Австрия
- Алжир
- Беларусь
- Бельгия
- Болгария
- Бразилия
- Великобритания
- Венгрия
- Германия
- Гонконг
- Греция
- Дания
- Зимбабве
- Израиль
- Индия
- Иран
- Ирландия
- Исландия
- Испания
- Италия
- Канада
- Китайский Тайбэй
- Республика Корея
- Куба
- Кувейт
- Латвия
- Литва
- Малайзия
- Молдова
- Нидерланды
- Новая Зеландия
- Норвегия
- Польша
- Португалия
- Россия
- Румыния
- Словакия
- Словения
- США

- Турция
- Украина
- Финляндия
- Франция
- Хорватия
- Чехия
- Швейцария
- Швеция
- Эстония
- ЮАР
- Япония